# Robert Juillard
Pour les articles homonymes, voir Juillard.
Robert Juillard est un directeur de la photographie français, né à Joinville-le-Pont (Val-de-Marne), le 24 août 1906, mort à Paris le 14 mai 1982.

## Biographie
Robert Juillard débute au cinéma en 1935 comme cadreur, fonction qu'il occupe occasionnellement jusque dans les années 1950, notamment pour Henri-Georges Clouzot. Il a collaboré à une  cinquantaine de films français (quelquefois coproduits avec l'Italie), à deux films italiens de Roberto Rossellini en 1948, et à un film franco-américain de Gene Kelly en 1957, mettant un terme à sa carrière de directeur de la photographie en 1962.
En 1969, il participe, comme acteur, à un dernier film, Pierre et Paul de René Allio, son unique prestation à ce titre.

## Filmographie
(comme directeur de la photographie, sauf mention contraire)
- 1935 : Golgotha de Julien Duvivier (cadreur)
- 1937 : Une femme sans importance de Jean Choux (cadreur)
- 1937 : Les Rois du sport de Pierre Colombier
- 1938 : Entrée des artistes de Marc Allégret
- 1938 : Balthazar de Pierre Colombier
- 1938 : Café de Paris de Georges Lacombe et Yves Mirande
- 1938 : Ernest le rebelle de Christian-Jaque
- 1939 : La Fin du jour de Julien Duvivier
- 1939 : Derrière la façade de Georges Lacombe et Yves Mirande
- 1940 : Paradis perdu d'Abel Gance (cadreur)
- 1940 : Narcisse d'Ayres d'Aguiar
- 1941 : Le Duel de Pierre Fresnay
- 1946 : L'Idiot de Georges Lampin (cadreur)
- 1947 : La Dernière Chevauchée de Léon Mathot
- 1948 : L'amore de Roberto Rossellini (première partie, La Voix humaine - Una voce umana -)
- 1948 : Allemagne année zéro (Germania anno zero) de Roberto Rossellini
- 1948 : L'assassin est à l'écoute de Raoul André
- 1948 : Bonheur en location de Jean Wall
- 1949 : Je n'aime que toi de Pierre Montazel (cadreur)
- 1949 : Pas de week-end pour notre amour de Pierre Montazel (cadreur)
- 1950 : Demain nous divorçons de Louis Cuny
- 1951 : Journal d'un curé de campagne de Robert Bresson (cadreur)
- 1951 : Les miracles n'ont lieu qu'une fois d'Yves Allégret (cadreur)
- 1952 : Les Belles de nuit de René Clair (cadreur)
- 1952 : Jeux interdits de René Clément
- 1952 : Les Dents longues de Daniel Gélin
- 1953 : Les Enfants de l'amour de Léonide Moguy
- 1953 : Le Père de Mademoiselle de Marcel L'Herbier et Robert-Paul Dagan
- 1953 : Virgile ou Coup de veine de Carlo Rim
- 1953 : Le Salaire de la peur de Henri-Georges Clouzot (cadreur)
- 1954 : Escalier de service de Carlo Rim
- 1954 : Huis clos de Jacqueline Audry
- 1954 : Le Comte de Monte-Cristo de Robert Vernay
- 1955 : Les Diaboliques de Henri-Georges Clouzot (cadreur)
- 1955 : Les Grandes Manœuvres de René Clair (cadreur)
- 1955 : Futures Vedettes de Marc Allégret
- 1956 : La Polka des menottes de Raoul André
- 1956 : Gervaise de René Clément
- 1956 : Pardonnez nos offenses de Robert Hossein
- 1957 : La Route joyeuse (The Happy Road) de Gene Kelly
- 1957 : C'est arrivé à 36 chandelles de Henri Diamant-Berger
- 1957 : Les Louves de Luis Saslavsky
- 1957 : Méfiez-vous fillettes d'Yves Allégret
- 1958 : Sans famille d'André Michel
- 1958 : Toi, le venin de Robert Hossein
- 1959 : Des femmes disparaissent d'Édouard Molinaro
- 1960 : Austerlitz de Roger Richebé et Abel Gance
- 1960 : Le Caïd de Bernard Borderie
- 1960 : Comment qu'elle est de Bernard Borderie
- 1961 : L'Enclos d'Armand Gatti
- 1961 : Le Rendez-vous de Jean Delannoy
- 1962 : Le Bateau d'Émile de Denys de La Patellière
- 1966 : Les Cinq Dernières Minutes, épisode Histoire pas naturelle de Guy Lessertisseur
- 1969 : Pierre et Paul de René Allio (acteur)